# Sjögaråsen
Sjögaråsen är ett naturreservat i Torsby kommun i Värmlands län.
Området är naturskyddat sedan 2018 och är 84 hektar stort. Reservatet omfattar myrmarker i väster och i öster av norra delen av Sjögaråsen och dess nordostsluttning mot Sörsjön. Reservatets skogsdel i öster består av gammal talldominerad naturskog. 